# Кононович, Казимир Иосифович
Казимир Иосифович Кононович (1823—1897) — русский военачальник, генерал-майор.

## Биография
Родился 10 марта 1823 года в католической семье.
Образование получил в Дворянском полку. Прапорщик (ст. 30 апреля 1841), подпоручик (ст. 6 декабря 1844), поручик (ст. 11 июля 1846).
Участвовал в Венгерской кампании 1849 года. Штабс-капитан (ст. 23 апреля 1850), капитан (ст. 22 августа 1855). Участвовал в кампании 1854—1855 годов во время Крымской войны. Полковник (ст. 29 ноября 1858). Участвовал в Польской кампании 1863 года.
Служил в лейб-гвардии Гренадерском полку. Командир 129-го пехотного Бессарабского полка со 2 апреля 1864 года по 15 марта 1866 года. Состоял по армейской пехоте и в запасных войсках с 15 марта по 10 сентября 1866 года. Командир 115-го пехотного Вяземского полка с 10 сентября 1866 по 13 апреля 1867. Состоял по армейской пехоте и в запасных войсках с 13 апреля 1867 года по 5 февраля 1869 года. В отставке с 5 февраля по 26 августа 1869.
Состоял по армейской пехоте и в запасных войсках с 26 августа 1869 года по 14 августа 1872 года. В 1870 году был прикомандирован к штабу местных войск Петербургского военного округа. Командир 86-го пехотного Вильманстрандского полка с 14 августа 1872 года по 30 августа 1876 года. Генерал-майор (ст. 30 августа 1876).
Участвовал в Русско-турецкой войне 1877—1878 годов. С 31 июля 1877 года по январь 1897 года — командир 1-й бригады 24-й пехотной дивизии.
Умер 28 июня 1897 года. Похоронен в Санкт-Петербурге на кладбище при римско-католическом храме Посещения Пресвятой Девой Марией Елизаветы.
Был женат. Имел пятерых детей, в том числе Иосифа (генерал-лейтенант), Николая (генерал-майор), Александра (действительный статский советник).

## Награды

### Награды Российской империи
- Орден Святой Анны 3-й степени (1856)
- Орден Святого Станислава 2-й степени (1858, императорская корона — 1861)
- Знак отличия за XV лет беспорочной службы (1858)
- Орден Святой Анны 2-й степени (1863, императорская корона — 1865)
- Орден Святого Владимира 4-й степени (1873)
- Орден Святого Владимира 3-й степени (1878)
- Орден Святого Станислава 1-й степени с мечами (1878)
- Орден Святой Анны 1-й степени (1882)
- Орден Святого Владимира 2-й степени (1886)
- Монаршее Благоволение (1890)

### Иностранные ордена
- Орден Железной короны 2-й степени (Австро-Венгрия, 1874)
- Орден Леопольда степени командорского креста (Австро-Венгрия, 1876).